# Darwinius
 Darwinius  ist eine Primatengattung aus der ausgestorbenen Gruppe der Adapiformes.
Die rund 47 Millionen Jahre alten fossilen Überreste aus dem Eozän wurden 1983 in der Grube Messel bei Darmstadt (Deutschland) entdeckt und 2009 von einer internationalen Forschergruppe um den norwegischen Paläontologen Jørn H. Hurum wissenschaftlich beschrieben. Die einzige beschriebene Art (Typusart) ist Darwinius masillae. Gattung und Art sind durch den Holotypus dokumentiert, der aus einer Platte und der Gegenplatte besteht. Dieses Individuum („Ida“) ist einer der vollständigsten Funde eines fossilen Primaten.
Die systematische Position von Darwinius ist umstritten, es handelt sich jedoch nicht um einen unmittelbaren Menschenvorfahren oder einen „Missing Link“.

## Merkmale

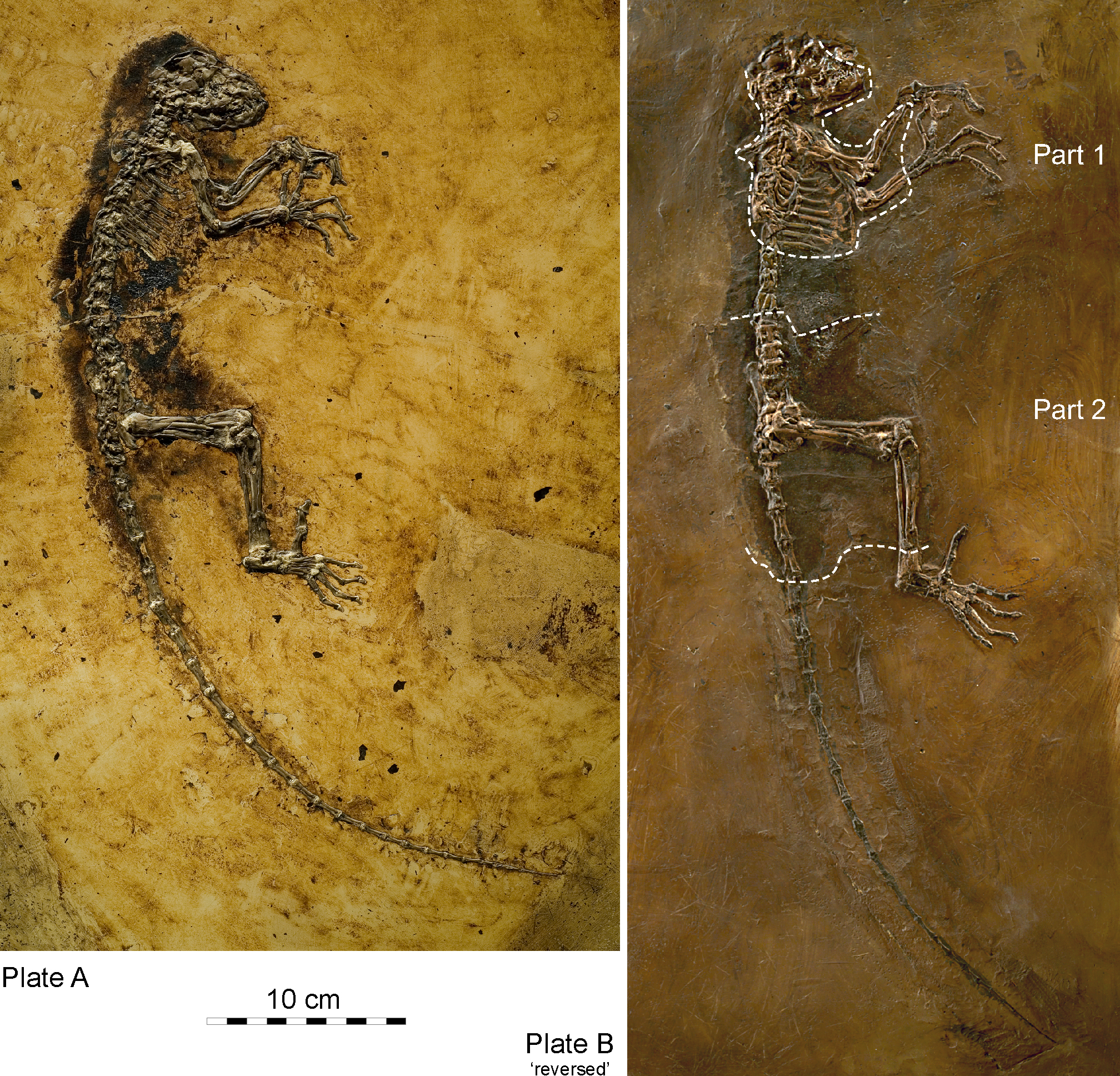
Platte A zeigt die rechte Seite des Holotyps,
Platte B die linke Seite, die zur besseren Vergleichbarkeit gespiegelt abgebildet ist.

Das hier abgebildete Fossil hat eine Gesamtlänge von 58 Zentimetern. Da es von einem Jungtier stammt, dessen bleibende Zähne gerade durchbrechen, ist auf ein weiteres Wachstum zu schließen. Die Kopf-Rumpf-Länge des Fossils beträgt 24 Zentimeter, die des ausgewachsenen Tieres wird auf 28 Zentimeter geschätzt. Der Schwanz des Fossils war demnach länger als der übrige Körper. Verschiedene Berechnungen beziffern das Gewicht des ausgewachsenen Tieres auf 0,7 bis 1,7 Kilogramm.
Die Schnauze war kurz, der Unterkiefer kräftig. Die Augen waren relativ groß, die als Hautschatten erhaltenen Ohrmuscheln klein. Der Hirnschädel war voluminös und dürfte ein vergleichsweise großes Gehirn enthalten haben. Die Zähne des Holotypus sind teilweise noch Milchzähne, teilweise schon durchgebrochene bleibende Zähne. Im Gegensatz zu heute lebenden Feuchtnasenprimaten bildeten die Vorderzähne des Unterkiefers keinen Zahnkamm.
Die Wirbelsäule setzte sich aus sieben Hals-, elf Brust-, sieben Lenden-, drei Kreuz- und 31 Schwanzwirbeln zusammen.
Die Hände waren kräftig gebaut und trugen fünf Finger, die wie bei den meisten heutigen Primaten mit Fingernägeln versehen waren. Der Daumen war relativ klein und kurz, konnte aber den anderen Fingern gegenübergestellt werden und ermöglichte so einen sicheren Griff im Geäst. Die Füße waren ebenfalls groß, die erste Zehe stark verlängert und opponierbar. Im Gegensatz zu den heutigen Feuchtnasenprimaten trug die zweite Zehe keine Putzkralle.

## Paläobiologie

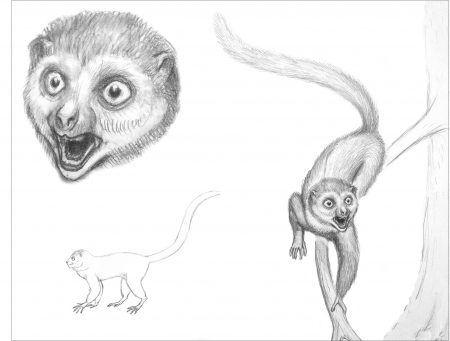
Lebendrekonstruktion aus der Erstbeschreibung

Aus dem Bau des Rumpfes und der Gliedmaßen lässt sich schließen, dass Darwinius ein Baumbewohner war, der sich mit Hilfe aller vier Gliedmaßen durch das Geäst bewegte. Er konnte keine weiten Sprünge durchführen. Die großen Augen sprechen für eine nachtaktive Lebensweise. Der Bau der Zähne und Überreste im Verdauungstrakt ergeben, dass dieser Primat sich von Früchten, Samen und Blättern ernährt hat. Es gibt keinerlei Anzeichen, dass er Insekten oder andere tierische Beute fraß.

## Das Individuum „Ida“

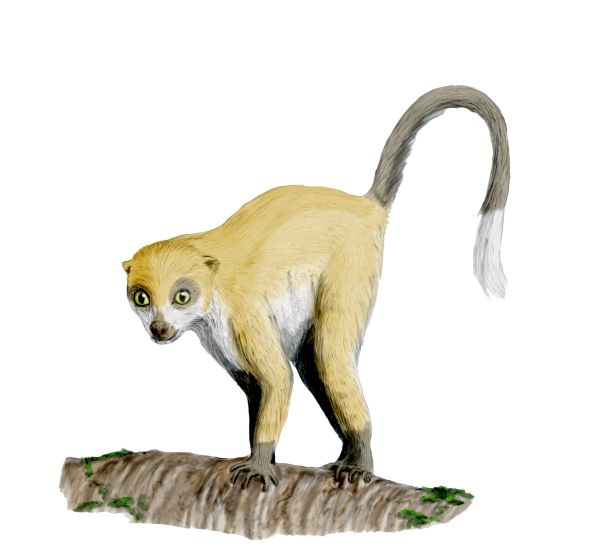
Künstlerische Lebendrekonstruktion

Das Fossil des Holotyps wurde nach der Tochter des Wissenschaftlers Jørn H. Hurum „Ida“ genannt. Da bei dem Tier im Gegensatz zu nahe verwandten Funden kein Penisknochen (Baculum) gefunden wurde, schlossen die Forscher, es müsse sich um ein Weibchen gehandelt haben. „Ida“ versank nach ihrem Tod im See, möglicherweise wurde sie von Kohlendioxid-Dämpfen betäubt. Es gibt keine Bissspuren, die auf einen Fressfeind oder einen Aasfresser hinweisen.

## Systematik

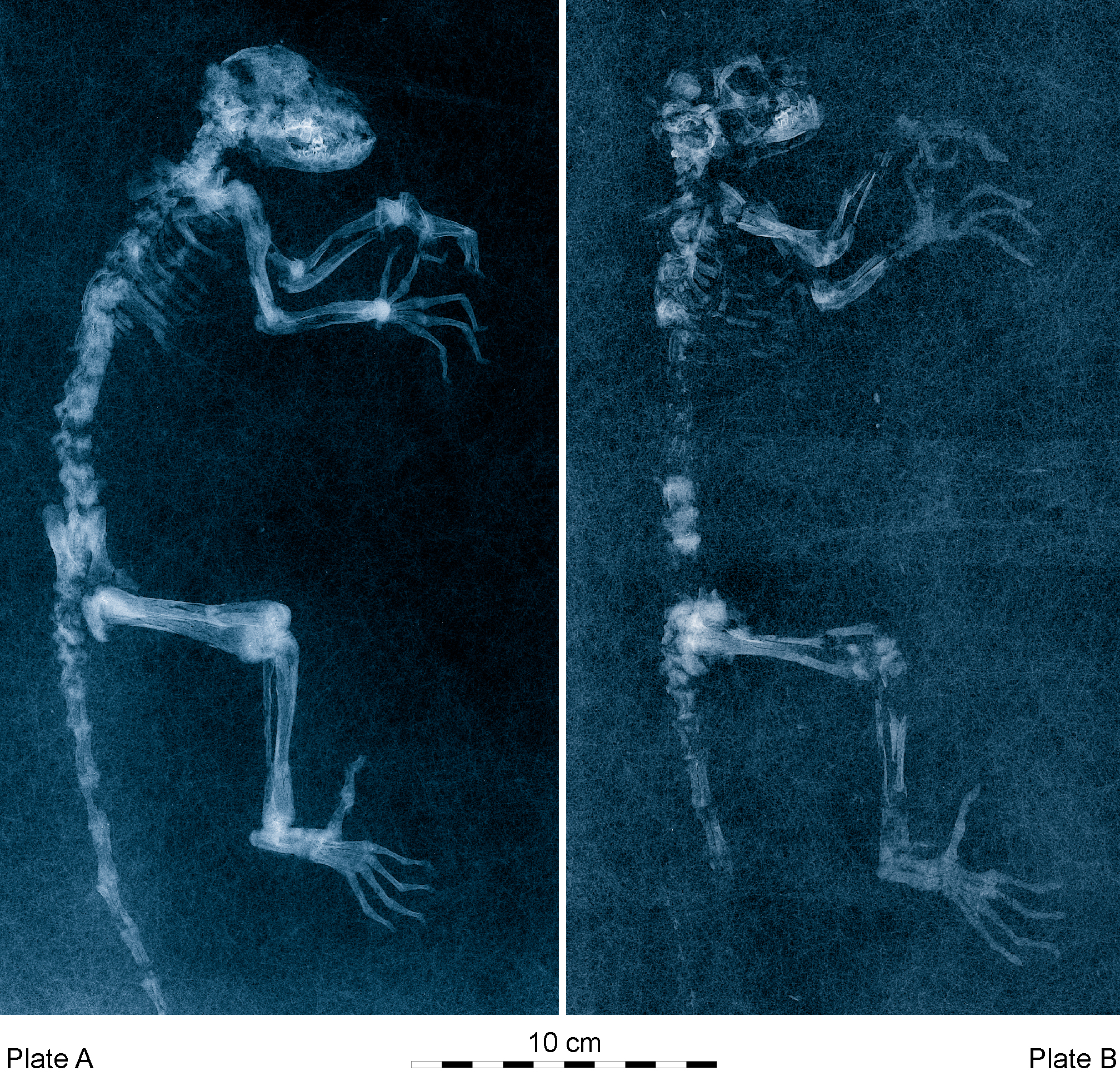
Röntgenaufnahme des Holotypus

Darwinius wird innerhalb der Primaten in die Adapiformes oder Adapoidea eingeordnet, einer vorwiegend im Eozän und Oligozän auf den Kontinenten der Nordhalbkugel lebenden, heute ausgestorbenen Gruppe. Innerhalb der Adapiformes wird er in die Familie der Notharctidae eingegliedert.
Bis zur wissenschaftlichen Beschreibung des Fossils „Ida“ galten die Adapiformes als Vertreter der Feuchtnasenprimaten (Strepsirrhini), also als Verwandte der heute noch lebenden Lemuren und Loriartigen. Die Funde von Darwinius lassen aber nach Ansicht der Erstbeschreiber einige Parallelen zu den Trockennasenprimaten (Haplorrhini) erkennen, weswegen sie die neubeschriebene Gattung und die gesamten Adapiformes als Vertreter dieser Primatenunterordnung interpretieren. Darwinius kann jedoch noch nicht als urtümlicher Vertreter der Affen (Anthropoidea) interpretiert werden.
Im Oktober 2009 wurde mit Afradapis ein naher Verwandter von Darwinius beschrieben, der im späten Eozän im heutigen Ägypten lebte. Eric Seiffert et al., die Erstbeschreiber, platzierten nach einer ausführlichen phylogenetischen Analyse die Adapiformes und damit auch Darwinius wieder in die Feuchtnasenprimaten, und zwar als Schwestertaxon der heutigen Formen. Ähnlich argumentierten 2009 Blythe A. Williams et al., wogegen sich wiederum Philip D. Gingerich et al. 2010 umgehend verwahrten. Die genaue systematische Position von Darwinius ist daher weiterhin unklar.
|                         | traditionelle Position der Adapiformes |
|                         |                                        |
|                         | Lemuren (Lemuriformes)                 |
|                         |                                        |
|                         | Loriartige (Lorisiformes)              |
| Vorlage:Klade/Wartung/3 |                                        |

|                         | neue Position der Adapiformes nach Ansicht der Erstbeschreiber von Darwinius                                                              |
|                         | |
|                         | Koboldmakis (Tarsiiformes) |
|                         | |
| Affen (Anthropoidea)    | \| \| Neuweltaffen (Platyrrhini) \| \| \| \| \| \| Altweltaffen (Catarrhini) mit den Menschenaffen (inkl. Mensch) (Hominidae) \| \| \| \| |
| Vorlage:Klade/Wartung/3 | \| \| Neuweltaffen (Platyrrhini) \| \| \| \| \| \| Altweltaffen (Catarrhini) mit den Menschenaffen (inkl. Mensch) (Hominidae) \| \| \| \| |
|                         | Neuweltaffen (Platyrrhini) |
|                         | |
|                         | Altweltaffen (Catarrhini) mit den Menschenaffen (inkl. Mensch) (Hominidae)                                                                |
|                         | |

|  | Neuweltaffen (Platyrrhini)                                                 |
|  |                                                                            |
|  | Altweltaffen (Catarrhini) mit den Menschenaffen (inkl. Mensch) (Hominidae) |
|  |                                                                            |

|                         | traditionelle Position der Adapiformes |
|                         |                                        |
|                         | Lemuren (Lemuriformes)                 |
|                         |                                        |
|                         | Loriartige (Lorisiformes)              |
| Vorlage:Klade/Wartung/3 |                                        |

|                         | neue Position der Adapiformes nach Ansicht der Erstbeschreiber von Darwinius                                                              |
|                         | |
|                         | Koboldmakis (Tarsiiformes) |
|                         | |
| Affen (Anthropoidea)    | \| \| Neuweltaffen (Platyrrhini) \| \| \| \| \| \| Altweltaffen (Catarrhini) mit den Menschenaffen (inkl. Mensch) (Hominidae) \| \| \| \| |
| Vorlage:Klade/Wartung/3 | \| \| Neuweltaffen (Platyrrhini) \| \| \| \| \| \| Altweltaffen (Catarrhini) mit den Menschenaffen (inkl. Mensch) (Hominidae) \| \| \| \| |
|                         | Neuweltaffen (Platyrrhini) |
|                         | |
|                         | Altweltaffen (Catarrhini) mit den Menschenaffen (inkl. Mensch) (Hominidae)                                                                |
|                         | |

|  | Neuweltaffen (Platyrrhini)                                                 |
|  |                                                                            |
|  | Altweltaffen (Catarrhini) mit den Menschenaffen (inkl. Mensch) (Hominidae) |
|  |                                                                            |

## Benennung und Entdeckung

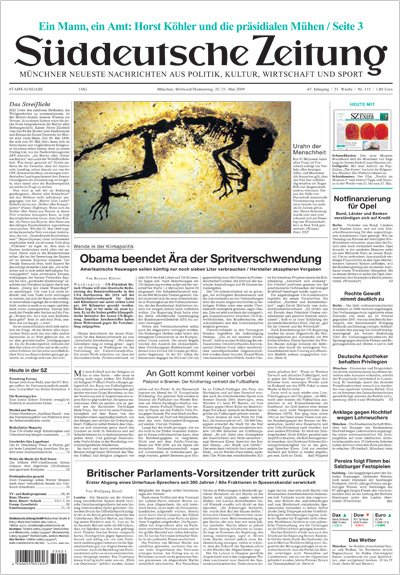
Ida auf der Titelseite der Süddeutschen Zeitung vom 20. Mai 2009

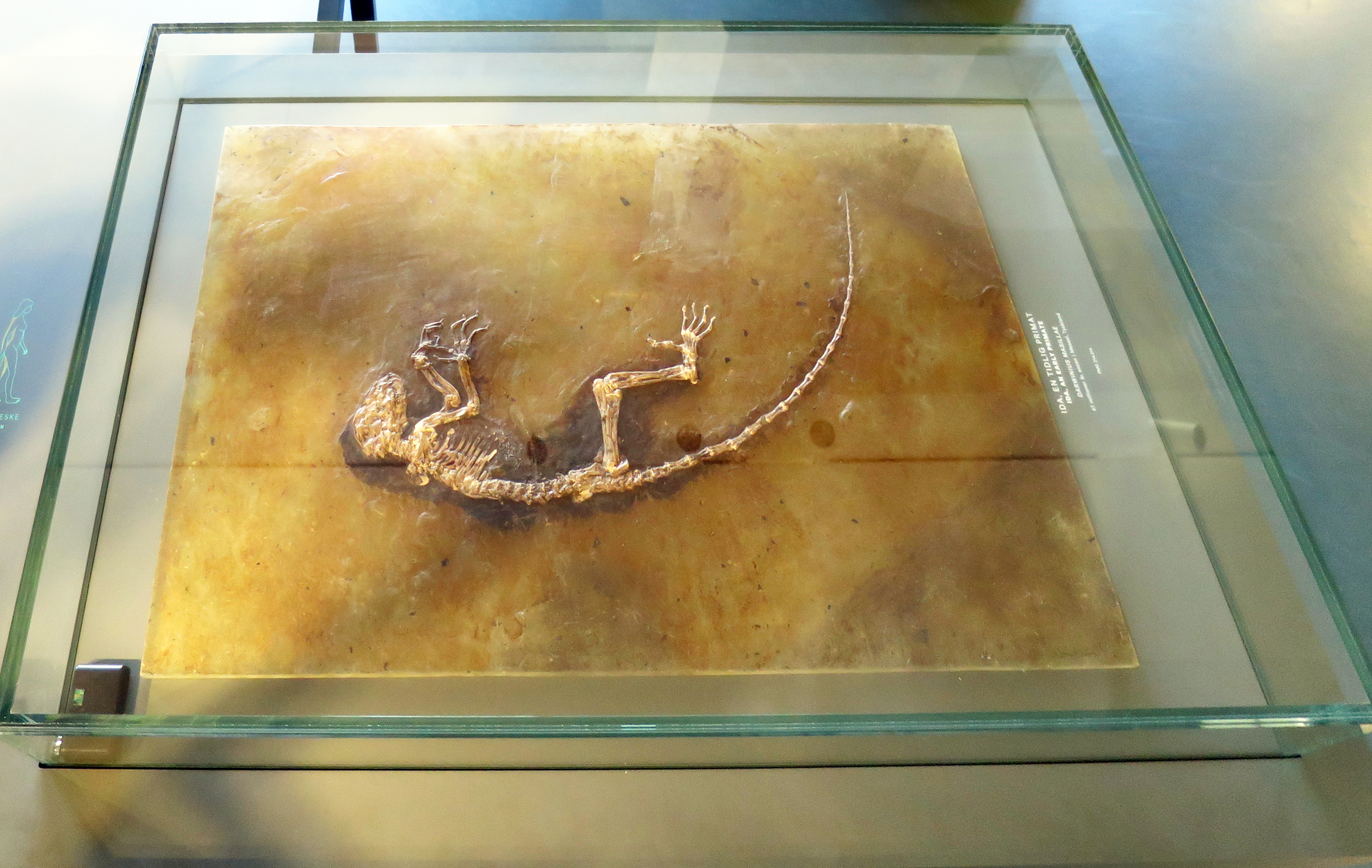
Holotypus von Darwinius, „Ida“, in der Dauerausstellung des Naturhistorischen Museums in Oslo

Der Name der Gattung ehrt den britischen Naturforscher Charles Darwin, dessen 200. Geburtstag im Jahr der Erstbeschreibung gefeiert wurde. Typusart und einzig bekannte Art ist Darwinius masillae, das Artepitheton masillae ist der Name von Messel im mittelalterlichen Lorscher Codex.
Die Funde in Messel werden in das frühe mittlere Eozän (Lutetium) auf ein Alter von rund 47 Millionen Jahre datiert.
Nach dem Fund durch einen Hobby-Paläontologen 1983 kam das Fossil in den Besitz eines privaten Sammlers, der seinen Wert nicht erkannte. Später kam die A-Platte des Fossils, die den überwiegenden Teil der Knochen trägt, in den Besitz eines Händlers, der es im Jahr 2007 für etwa 750.000 US-Dollar an den norwegischen Paläontologen Jørn H. Hurum vom Naturhistorischen Museum der Universität Oslo verkaufte. Die B-Platte, der Negativ-Abdruck des Fossils, wurde – wohl um den Verkaufspreis zu steigern – (zum Teil unzutreffend) ergänzt. Die B-Platte befindet sich in einem privaten Museum in Wyoming, USA. Der Veröffentlichung des Fundes liegt eine Untersuchung beider Platten zugrunde.
Der Besitzer von „Ida“ bot diese 2007 auch in Deutschland anonym zum Kauf an. Doch das Fossil sei einfach zu teuer gewesen, äußerte Marie-Luise Frey, die Leiterin des Besucherzentrums Messel. Auch das Haus Senckenberg und das Hessische Landesmuseum schlugen nicht zu.
Die Präsentation des Fundes geschah mit großem medialen Aufwand, die zum Teil bei Forscherkollegen auf Skepsis bis Ablehnung stieß. Die Fossilienforscher bezeichnen ihre Entdeckung als „achtes Weltwunder“ und vergleichen es mit dem Fund der Arche Noah. Zum Zeitpunkt der Bekanntgabe existierte auch schon eine eigene Internetseite (revealing the link), und es wurde ein Dokumentarfilm und ein Buch angekündigt. Hurum sagte dazu, dass Wissenschaftler in dieser Hinsicht mehr wie Popmusiker oder Sportler denken sollten.
Das Fossil ist heute in der Dauerausstellung des Naturhistorischen Museums in Oslo ausgestellt.

## Besitzansprüche
Im Juli 2009 wurden in der Presse anteilige Ansprüche an dem Fund laut vom Zweckverband Abfallverwertung Südhessen als dem ehemaligen Besitzer der Grube Messel, der jahrelang an einer Müllkippe im Fossilienfundort baute. „Wir werden das juristisch prüfen lassen“, kündigte Edwin Christl, der damalige Geschäftsführer des Zweckverbands an: „Dann werden wir nachträglich einfordern, was uns zusteht.“ und: „Ich bin immer davon ausgegangen, dass die Funde ausschließlich zu wissenschaftlichen Zwecken ausgegraben wurden.“

## Film
- Die geheime Entdeckung. Dokumentation, Großbritannien, Deutschland, 2009, 42:30 Min., Buch und Regie: Tim Walker, Produktion: BBC / History, ZDF, Reihe: Terra X, Erstsendung: 31. Mai 2009[11]